# Aquisição da linguagem
A aquisição da linguagem é o processo pelo qual a criança aprende sua língua materna. A respeito desse processo, há boas razões para afirmar que a aquisição da primeira língua é a maior façanha, de um processo individual, que podemos realizar durante toda a vida. Explicar esse processo é hoje considerado uma das tarefas centrais da Linguística e também da Fonoaudiologia. Muitos estudos nestas áreas se associam a Psicolinguística. A maior base de dados nesta área é o Child Language Data Exchange System.
A linguagem é o meio de adequação do indivíduo à sociedade. Linguagem como meio tradicional de comunicação é o instrumento de transmissão de ideias, bem como da ocultação dessas, da alienação e da segregação. A linguagem é o item que se une ao convívio social como construtor das práticas sociais condicionadas e da identidade psicológica do homem. Um indivíduo que fica isolado da sociedade e aprende a linguagem tardiamente, tem uma percepção mais aguçada da realidade, suas ideias não se limitam a símbolos ou abstrações, como palavras ou ideias que distorcem os conceitos. Suas "portas da percepção" estarão abertas, pois seu conhecimento de mundo está livre de "pré-conceitos", ou seja, ideias perpetuadas pela sociedade, ditas como verdadeiras, mas que se analisadas sem "pré-ideias" são apenas práticas sociais condicionadas que não se utilizam de lógica, a imposição de regras(normas) para a regulação da práxis.
A aquisição da linguagem é o processo pelo qual os seres humanos adquirem a capacidade de entender, produzir e usar a linguagem para se comunicar. É uma habilidade fundamental para a interação social e o desenvolvimento cognitivo. A fonoaudiologia, por sua vez, é a área da saúde que se dedica ao estudo e tratamento dos distúrbios da comunicação humana, incluindo a linguagem.
A aquisição da linguagem é um processo complexo que começa nos primeiros meses de vida e continua ao longo da infância. Durante esse período, as crianças passam por diferentes estágios de desenvolvimento linguístico, adquirindo gradualmente o vocabulário, a gramática e as habilidades de comunicação necessárias para interagir com os outros.
Existem várias teorias que tentam explicar como a aquisição da linguagem ocorre. Uma das teorias mais conhecidas é a teoria do aprendizado social, proposta por B.F. Skinner, que argumenta que a linguagem é adquirida por meio de reforço e imitação. Por outro lado, a teoria da inatismo, defendida por Noam Chomsky, sugere que a capacidade de adquirir a linguagem é inata e que as crianças têm uma predisposição biológica para aprender a linguagem.
A linguagem é uma habilidade inerente à espécie humana, assim como a capacidade de voar é inata aos pássaros. Ele defende a visão de que a linguagem é resultado da evolução biológica e que os seres humanos têm uma predisposição genética para adquiri-la. Este autor aborda uma variedade de tópicos relacionados à aquisição da linguagem. Ele explora como as crianças desenvolvem habilidades linguísticas, desde os primeiros estágios da comunicação até a aquisição de vocabulário e gramática mais complexa. 
Para Vygotiski a interação social e a exposição à linguagem desempenham um papel crucial na aquisição da linguagem. As crianças aprendem a linguagem por meio da interação com seus cuidadores e outros falantes ao seu redor. A linguagem é aprendida de forma gradual e progressiva, passando por estágios como o balbucio, a produção de palavras isoladas, as combinações de palavras e, finalmente, a construção de frases complexas, pensamento e linguagem são independentes nos dois primeiros anos de vida e a partir desse momento passam a estabelecer uma relação de interdependência, a linguagem passa a contribuir para a estruturação do pensamento.
Teoricamente, por volta de três anos, uma criança já deveria ser capaz de utilizar um vocabulário que possibilitasse sua comunicação efetiva socialmente, fazendo-se compreender por todas as pessoas, inclusive por aquelas que não fazem parte de seu universo familiar.

## Audição e aquisição da linguagem
A audição desempenha um papel fundamental na aquisição e desenvolvimento da linguagem. Desde o nascimento, os bebês estão expostos a sons e estímulos auditivos que os ajudam a desenvolver a percepção auditiva e a compreensão da linguagem falada. Através da audição, as crianças são capazes de processar os sons da fala, identificar padrões sonoros e aprender a associá-los com palavras e significados.
Durante os primeiros meses de vida, os bebês são sensíveis aos sons da fala humana e têm a capacidade de distinguir entre diferentes sons de fala. Essa sensibilidade inicial é essencial para a aquisição da linguagem, pois permite que as crianças comecem a identificar os sons da sua língua materna e a distinguir entre palavras diferentes. Com o tempo, as crianças desenvolvem a capacidade de discriminar os sons específicos da sua língua e a reconhecer padrões de fala que são exclusivos da sua comunidade linguística.
A audição também desempenha um papel importante na aquisição da gramática e da estrutura da linguagem. À medida que as crianças ouvem a linguagem falada ao seu redor, elas internalizam padrões gramaticais e estruturas sintáticas, adquirindo gradualmente as regras e convenções da sua língua materna. Através da audição, as crianças aprendem a entonação, o ritmo e a entidade sonora das palavras, que são elementos essenciais para a produção e compreensão da linguagem.
No entanto, é importante ressaltar que a audição é apenas um dos aspectos envolvidos na aquisição da linguagem. Outros fatores, como interação social, exposição à linguagem e habilidades cognitivas, também desempenham um papel crucial no processo de aquisição.
A audição desempenha um papel crucial no desenvolvimento da linguagem oral, uma vez que crianças surdas e com perda auditiva enfrentam desafios únicos na aquisição e no desenvolvimento linguístico. A autora enfatiza que intervenções precoces, iniciadas o mais cedo possível após o diagnóstico, são fundamentais para promover um desenvolvimento linguístico adequado nessas crianças. É de suma importância do diagnóstico precoce de perda auditiva em bebês e crianças, através de programas de triagem auditiva neonatal e avaliação audiológica para identificar perdas auditivas o mais cedo possível. O uso de tecnologias auditivas, como aparelhos auditivos e implantes cocleares, para proporcionar acesso aos sons da fala às crianças com perda auditiva. Os benefícios dessas tecnologias no desenvolvimento da linguagem oral são essenciais. Além das diferentes abordagens de intervenção precoce, incluindo terapia auditivo-verbal, terapia de linguagem e intervenção familiar. A importância de um ambiente linguístico rico e estimulante, bem como o envolvimento ativo da família no processo de desenvolvimento da linguagem.

## Etapas da aquisição e desenvolvimento da linguagem
A aquisição e o desenvolvimento da linguagem ocorre em etapas sequenciais à medida que as crianças adquirem habilidades cada vez mais complexas. Inicia-se na fase pré-linguística ou pré-fala do desenvolvimento da linguagem. Os gestos e a comunicação não verbal desempenham um papel significativo no desenvolvimento da linguagem. Existe uma coordenação entre gestos e vocalizações em crianças durante o período pré-linguístico, esses podem servir como uma forma de comunicação inicial antes do desenvolvimento da fala e como eles estão relacionados ao desenvolvimento posterior da linguagem. Além disso, as bases neurobiológicas do desenvolvimento da linguagem, fornecem insights sobre como o cérebro se adapta e se desenvolve durante essa fase crucial.
Em seguida o balbucio e às primeiras palavras, as crianças passam de vocalizações e sons não intencionais para a produção intencional de sons e palavras. As diferentes formas de balbucio e como os padrões de balbucio evoluem refletem à medida que a criança se aproxima da produção das primeiras palavras.
A partir de então inicia-se o uso de frases telegráficas, que são frases curtas e simplificadas que contêm apenas as palavras mais essenciais para transmitir seu significado. Ele explora como as crianças têm uma compreensão limitada da gramática e das estruturas sintáticas nesse estágio. As características linguísticas das frases telegráficas, como a omissão de artigos, pronomes e palavras de ligação apesar de demonstrar limitações gramaticais, mostram uma clara intenção comunicativa e demonstram a compreensão e produção linguística emergente nas crianças.
As alterações da aquisição da linguagem estão entre os mais frequentes transtornos do neurodesenvolvimento infantil com uma prevalência média de 5% da população pré-escolar. Não é só devido à alta prevalência que esses transtornos têm relevância na prática clínica, mas sobretudo pelo fato de estarem comumente associados a comorbidades neuropsicológicas e neuropsiquiátricas como os transtornos de atenção e hiperatividade, a ansiedade generalizada, os transtornos de conduta e os transtornos específicos de aprendizagem.
O processo de aquisição da linguagem verbal envolve o desenvolvimento de quatro sistemas interdependentes, o fonológico, relacionado com a percepção e a produção de sons para formar palavras; o semântico, atribuindo às palavras o seu significado; o pragmático, que se refere ao uso comunicativo da linguagem num contexto social; o gramatical ou morfológico, compreendendo as regras sintáticas para combinar palavras em frases compreensíveis.
O sistema fonológico e gramatical confere à linguagem a sua forma. O sistema pragmático descreve o modo como a linguagem deve ser adaptada a situações sociais específicas, transmitindo emoções e enfatizando significados.
Distingue-se a linguagem verbal da não verbal traduzida pela gestualidade, pela mímica, pela expressão facial, por signos visuais, tácteis ou pela música e expressões relacionadas com a arte de uma maneira geral.
A aquisição é contínua e ocorre de forma ordenada e sequencial, com sobreposição considerável entre as diferentes etapas deste desenvolvimento.
Assim, a aquisição da linguagem representa a interação entre todos os aspectos do desenvolvimento físico, cognitivo, emocional e social da criança. À medida que amadurecem as estruturas cerebrais necessárias à produção de sons, à discriminação auditiva, ao controle fonatório da fala, há maior complexidade na associação de significados e contextos que facilitam tanto a forma, a interação como a comunicação social da criança com os pais, outros adultos, outras crianças e com ela mesma. Tal desenvolvimento formará a base da natureza narrativa do discurso, do pensamento e da metacognição.
A linguagem humana é a mais complexa, e a que coloca-nos em condição de superioridade em relação aos outros animais, a linguagem verbal não é a única forma de comunicação. Podemos transmitir a outro indivíduo, nossos pensamentos, emoções, etc., através de gestos, através do corpo e provavelmente através de muitos códigos que sejam comuns à locutor e interlocutor. Além das diferenças individuais, que devem ser respeitadas, precisamos estar atentos à fatores determinantes na aquisição, e que quando alterados, podem interferir no desenvolvimento normal da linguagem. Esses fatores podem ser subdivididos em biológicos, psicológicos e sociais.
Para nos utilizarmos da linguagem verbal, precisamos conhecer os vocábulos, considerando ser um mecanismo de comunicação em sociedade. Por exemplo, o bebê, antes de apreender a falar, vai se apropriando do código verbal a partir de sons que são interpretados pelos adultos em um arremedo de fala infantil. É dessa forma que surge, nesse caso, um sentimento de naturalidade da linguagem infantil.
As onomatopeias, palavras que expressam os diversos sons, são consideradas linguagem verbal, que são apresentadas através da oralidade e da escrita. os sons expressados, não têm semelhança com seus referentes. Como “zunzum” não tem sequer semelhança com o inseto abelha ou “bii-bii” com carro.
As linguagens são sistemas complexos desenvolvidos pelos seres humanos para se comunicar e simbolizar o mundo, tendo importante papel na constituição da sua identidade. Muito antes de frequentarem o ensino formal, as crianças já dominam com proficiência o sistema linguístico (ou os sistemas linguísticos) usado pela comunidade linguística em que estão inseridas, pois foram constantemente expostas a ele desde muito cedo. É por isso que crianças que crescem, por exemplo, em uma comunidade falante de português brasileiro se tornam proficientes nessa língua, ao passo que crianças expostas diariamente a outra língua, serão fluentes nessa outra língua.